# Vilar do Torno e Alentém
Vilar do Torno e Alentém ist eine Gemeinde (Freguesia) im portugiesischen Kreis Lousada. In ihr leben 1295 Einwohner (Stand 19. April 2021).